# Lijst van Tweede Kamerleden 1887-1888
Lijst van Tweede Kamerleden 1887-1888 geeft een overzicht van de leden van de Nederlandse Tweede Kamer in de periode tussen de algemene verkiezingen van 1887 en de algemene verkiezingen van 1888. De zittingsperiode van de Tweede Kamer ging in op 19 september 1887 en eindigde op 27 maart 1888 door ontbinding van de Tweede Kamer.
De Tweede Kamer telde 86 leden, die gekozen werden in 43 districten. Zij werden gekozen voor een termijn van vier jaar; om de twee jaar werd de helft van de Tweede Kamer vernieuwd.
| Naam                                   | partij/groepering | district         | begindatum        | einddatum        | refs   |
| -------------------------------------- | ----------------- | ---------------- | ----------------- | ---------------- | ------ |
| Jan van Alphen                         | ARP               | Almelo           | 19 september 1887 | 27 maart 1888    | [ 2 ]  |
| Titus van Asch van Wijck               | ARP               | Zwolle           | 19 september 1887 | 27 maart 1888    | [ 3 ]  |
| Frederik van Aylva van Pallandt        | ARP               | Tiel             | 19 september 1887 | 27 maart 1888    | [ 4 ]  |
| Antonius van Baar                      | bahlmannianen     | Eindhoven        | 19 september 1887 | 27 maart 1888    | [ 5 ]  |
| Bernardus Bahlmann                     | bahlmannianen     | Tilburg          | 19 september 1887 | 27 maart 1888    | [ 6 ]  |
| Willem de Beaufort                     | LU                | Amsterdam        | 19 september 1887 | 27 maart 1888    | [ 7 ]  |
| Gerard Beelaerts van Blokland          | ARP               | Tiel             | 19 september 1887 | 27 maart 1888    | [ 8 ]  |
| Arnoldus van Berckel                   | schaepmannianen   | Delft            | 19 september 1887 | 27 maart 1888    | [ 9 ]  |
| Jan van den Biesen                     | schaepmannianen   | Breda            | 19 september 1887 | 27 maart 1888    | [ 10 ] |
| Pierre Blussé                          | LU                | Leiden           | 16 februari 1888  | 27 maart 1888    | [ 11 ] |
| Allard van der Borch van Verwolde      | ARP               | Zevenbergen      | 19 september 1887 | 27 maart 1888    | [ 12 ] |
| Ferdinand Borret                       | bahlmannianen     | Tilburg          | 19 september 1887 | 27 maart 1888    | [ 13 ] |
| Hubert Brouwers                        | bahlmannianen     | Roermond         | 19 september 1887 | 27 maart 1888    | [ 14 ] |
| Age Buma                               | LU                | Sneek            | 19 september 1887 | 27 maart 1888    | [ 15 ] |
| Johan Buteux                           | LU                | Middelburg       | 19 september 1887 | 27 maart 1888    | [ 16 ] |
| Frederik van Bylandt                   | ARP               | Amersfoort       | 19 september 1887 | 27 maart 1888    | [ 17 ] |
| Jean Clercx                            | bahlmannianen     | Boxmeer          | 19 september 1887 | 27 maart 1888    | [ 18 ] |
| Jacob Cremer                           | LU                | Amsterdam        | 19 september 1887 | 27 maart 1888    | [ 19 ] |
| Eppo Cremers                           | LU                | Zuidhorn         | 19 september 1887 | 27 maart 1888    | [ 20 ] |
| Willem Cremers                         | schaepmannianen   | Almelo           | 19 september 1887 | 27 maart 1888    | [ 21 ] |
| Alexander van Dedem                    | ARP               | Zwolle           | 19 september 1887 | 27 maart 1888    | [ 22 ] |
| Willem van Dedem                       | LU                | Hoorn            | 19 september 1887 | 27 maart 1888    | [ 23 ] |
| Albertus van Delden                    | LU                | Deventer         | 19 september 1887 | 27 maart 1888    | [ 24 ] |
| Pieter van Diggelen                    | LU                | Sneek            | 19 september 1887 | 27 maart 1888    | [ 25 ] |
| Herman Dijckmeester                    | LU                | Deventer         | 19 september 1887 | 27 maart 1888    | [ 26 ] |
| Johannes Donner                        | ARP               | Leiden           | 19 september 1887 | 27 maart 1888    | [ 27 ] |
| Jan Fabius                             | ARP               | Delft            | 19 september 1887 | 27 maart 1888    | [ 28 ] |
| Antonie Farncombe Sanders              | LU                | Haarlem          | 19 september 1887 | 27 maart 1888    | [ 29 ] |
| Warmold van der Feltz                  | LU                | Assen            | 19 september 1887 | 27 maart 1888    | [ 30 ] |
| Barthold de Geer van Jutphaas          | ARP               | Gorinchem        | 29 september 1887 | 27 maart 1888    | [ 31 ] |
| Jan van Gennep                         | LU                | Rotterdam        | 19 september 1887 | 27 maart 1888    | [ 32 ] |
| Adriaan Gildemeester                   | LU                | Amsterdam        | 19 september 1887 | 27 maart 1888    | [ 33 ] |
| Johan Gleichman                        | LU                | Amsterdam        | 19 september 1887 | 27 maart 1888    | [ 34 ] |
| Karel Godin de Beaufort                | ARP               | Gouda            | 19 september 1887 | 27 maart 1888    | [ 35 ] |
| Gerardus Goekoop                       | LU                | Brielle          | 19 september 1887 | 27 maart 1888    | [ 36 ] |
| Hendrik Goeman Borgesius               | LU                | Winschoten       | 19 september 1887 | 27 maart 1888    | [ 37 ] |
| Henri van der Goes van Dirxland        | LU                | 's-Gravenhage    | 19 september 1887 | 27 maart 1888    | [ 38 ] |
| Lodewijk Greeve                        | LU                | 's-Gravenhage    | 19 september 1887 | 27 maart 1888    | [ 39 ] |
| Leopold Haffmans                       | bahlmannianen     | Boxmeer          | 19 september 1887 | 27 maart 1888    | [ 40 ] |
| Abraham Hartogh                        | LU                | Amsterdam        | 19 september 1887 | 27 maart 1888    | [ 41 ] |
| Bernardus Heldt                        | LU                | Sneek            | 19 september 1887 | 27 maart 1888    | [ 42 ] |
| Samuel van Houten                      | LU                | Groningen        | 19 september 1887 | 27 maart 1888    | [ 43 ] |
| Ulrich Huber                           | ARP               | Gouda            | 19 september 1887 | 27 maart 1888    | [ 44 ] |
| Willem van der Kaay                    | LU                | Alkmaar          | 19 september 1887 | 27 maart 1888    | [ 45 ] |
| Arnold Kerdijk                         | LU                | Amsterdam        | 19 september 1887 | 27 maart 1888    | [ 46 ] |
| Jacob van Kerkwijk                     | LU                | Zierikzee        | 19 september 1887 | 27 maart 1888    | [ 47 ] |
| Levinus Keuchenius                     | ARP               | Amersfoort       | 19 september 1887 | 27 maart 1888    | [ 48 ] |
| Egbert Kielstra                        | LU                | Dokkum           | 19 september 1887 | 27 maart 1888    | [ 49 ] |
| Herman Kist                            | LU                | Amsterdam        | 19 september 1887 | 27 maart 1888    | [ 50 ] |
| Maximilien Kolkman                     | schaepmannianen   | Nijmegen         | 19 september 1887 | 27 maart 1888    | [ 51 ] |
| Jerôme Lambrechts                      | bahlmannianen     | Roermond         | 19 september 1887 | 27 maart 1888    | [ 52 ] |
| Isaäc Levy                             | LU                | Alkmaar          | 14 november 1887  | 27 maart 1888    | [ 53 ] |
| Franciscus Lieftinck                   | LU                | Leeuwarden       | 19 september 1887 | 27 maart 1888    | [ 54 ] |
| Gijsbertus van der Linden              | LU                | Dordrecht        | 19 september 1887 | 27 maart 1888    | [ 55 ] |
| Æneas Mackay                           | ARP               | Utrecht          | 19 september 1887 | 27 maart 1888    | [ 56 ] |
| Theodoor Mackay                        | ARP               | Hilversum        | 19 september 1887 | 27 maart 1888    | [ 57 ] |
| Rudolf Mees                            | LU                | Rotterdam        | 19 september 1887 | 27 maart 1888    | [ 58 ] |
| Jan Meesters                           | LU                | Steenwijk        | 19 september 1887 | 27 maart 1888    | [ 59 ] |
| Willem de Meijier                      | LU                | Haarlem          | 19 september 1887 | 27 maart 1888    | [ 60 ] |
| Joannes van Osenbruggen                | LU                | Dordrecht        | 19 september 1887 | 27 maart 1888    | [ 61 ] |
| Sebastiaan de Ranitz                   | LU                | Zutphen          | 19 september 1887 | 27 maart 1888    | [ 62 ] |
| Frederic Reekers                       | schaepmannianen   | Haarlemmermeer   | 19 september 1887 | 27 maart 1888    | [ 63 ] |
| Anthonie Reuther                       | bahlmannianen     | Nijmegen         | 19 september 1887 | 27 maart 1888    | [ 64 ] |
| Willem Rooseboom                       | LU                | Arnhem           | 19 september 1887 | 27 maart 1888    | [ 65 ] |
| Gustave Ruijs de Beerenbrouck          | bahlmannianen     | Maastricht       | 19 september 1887 | 23 december 1887 | [ 66 ] |
| Gustave Ruijs de Beerenbrouck          | bahlmannianen     | Maastricht       | 14 februari 1888  | 27 maart 1888    | [ 66 ] |
| Derk de Ruiter Zijlker                 | LU                | Appingedam       | 19 september 1887 | 27 maart 1888    | [ 67 ] |
| Leonard Ruland                         | bahlmannianen     | Maastricht       | 29 september 1887 | 27 maart 1888    | [ 68 ] |
| Alexander de Savornin Lohman           | ARP               | Goes             | 19 september 1887 | 27 maart 1888    | [ 69 ] |
| Herman Schaepman                       | schaepmannianen   | Breda            | 19 september 1887 | 27 maart 1888    | [ 70 ] |
| Jan Schepel                            | LU                | Appingedam       | 19 september 1887 | 27 maart 1888    | [ 71 ] |
| Alexander Schimmelpenninck van der Oye | ARP               | Goes             | 19 september 1887 | 27 maart 1888    | [ 72 ] |
| Jan Schimmelpenninck van der Oye       | ARP               | Utrecht          | 19 september 1887 | 27 maart 1888    | [ 73 ] |
| Pierre van der Schrieck                | bahlmannianen     | 's-Hertogenbosch | 19 september 1887 | 27 maart 1888    | [ 74 ] |
| Hendrik Seret                          | ARP               | Gorinchem        | 19 september 1887 | 27 maart 1888    | [ 75 ] |
| Philipe van der Sleyden                | LU                | Arnhem           | 19 september 1887 | 27 maart 1888    | [ 76 ] |
| Harm Smeenge                           | LU                | Assen            | 19 september 1887 | 27 maart 1888    | [ 77 ] |
| Arie Smit                              | LU                | Middelburg       | 19 september 1887 | 27 maart 1888    | [ 78 ] |
| Petrus Vermeulen                       | bahlmannianen     | Eindhoven        | 19 september 1887 | 27 maart 1888    | [ 79 ] |
| Herman Verniers van der Loeff          | LU                | Rotterdam        | 19 september 1887 | 27 maart 1888    | [ 80 ] |
| Willem Viruly Verbrugge                | LU                | Rotterdam        | 29 september 1887 | 27 maart 1888    | [ 81 ] |
| Dirk Visser van Hazerswoude            | LU                | Hoorn            | 19 september 1887 | 27 maart 1888    | [ 82 ] |
| Antonius Vos de Wael                   | schaepmannianen   | 's-Hertogenbosch | 19 september 1887 | 27 maart 1888    | [ 83 ] |
| Jan de Vos van Steenwijk               | LU                | Winschoten       | 19 september 1887 | 27 maart 1888    | [ 84 ] |
| Otto van Wassenaer van Catwijck        | ARP               | Leiden           | 19 september 1887 | 19 november 1887 | [ 85 ] |
| Wilco van Welderen Rengers             | LU                | Dokkum           | 19 september 1887 | 27 maart 1888    | [ 86 ] |
| Jan Willink                            | LU                | Zutphen          | 19 september 1887 | 27 maart 1888    | [ 87 ] |
| Johannes Zaaijer                       | LU                | Leeuwarden       | 19 september 1887 | 27 maart 1888    | [ 88 ] |

1815-1818 ·
1818-1821 ·
1821-1824 ·
1824-1827 ·
1827-1830 ·
1830-1833 ·
1833-1836 ·
1836-1839 ·
1839-1842 ·
1842-1845 ·
1845-1848 ·
1848-1849 ·
1849-1850 ·
1850-1852 ·
1852-1853 ·
1853-1854 ·
1854-1856 ·
1856-1858 ·
1858-1860 ·
1860-1862 ·
1862-1864 ·
1864-1866 ·
1866 (sep) ·
1866-1868 ·
1868-1869 ·
1869-1871 ·
1871-1873 ·
1873-1875 ·
1875-1877 ·
1877-1879 ·
1879-1881 ·
1881-1883 ·
1883-1884 ·
1884-1886 ·
1886-1887 ·
1887-1888 ·
1888-1891 ·
1891-1894 ·
1894-1897 ·
1897-1901 ·
1901-1905 ·
1905-1909 ·
1909-1913 ·
1913-1917 ·
1917-1918 ·
1918-1922 ·
1922-1925 ·
1925-1929 ·
1929-1933 ·
1933-1937 ·
1937-1946 ·
1946-1948 ·
1948-1952 ·
1952-1956 ·
1956-1959 ·
1959-1963 ·
1963-1967 ·
1967-1971 ·
1971-1972 ·
1972-1977 ·
1977-1981 ·
1981-1982 ·
1982-1986 ·
1986-1989 ·
1989-1994 ·
1994-1998 ·
1998-2002 ·
2002-2003 ·
2003-2006 ·
2006-2010 ·
2010-2012 ·
2012-2017 ·
2017-2021 ·
2021-2023 ·
2023-heden
Overzicht historische zetelverdeling